# Jefferson Vieira da Cruz
Jefferson Vieira da Cruz (født 3. juli 1981) er en tidligere brasiliansk fodboldspiller.